# جون برمان
جون برمان (بالإنجليزية: John Burman)‏ (5 أكتوبر 1838 - 14 مايو 1900) هو لاعب كريكت بريطاني (وحمل سابقاً جنسية المملكة المتحدة لبريطانيا العظمى وأيرلندا).